# Gizela
Gizela (někdy také Gisela) je ženské křestní jméno. Jeho původ je obvykle odvozován od staroněmeckého výrazu gīsal – „slib“, či „zástava“ nebo „rukojmí“.
Podle českého kalendáře má svátek 18. února.

## Statistické údaje
Následující tabulka uvádí četnost jména v ČR a pořadí mezi ženskými jmény ve srovnání dvou roků, pro které jsou dostupné údaje MV ČR – lze z ní tedy vysledovat trend v užívání tohoto jména:
| Rok       | Četnost   | Pořadí   |
| 1999      | 1002      | 221.     |
| 2002      | 942       | 227.     |
| Porovnání | o 60 méně | o 6 hůře |
| 2006      | 844       | 264.     |

Změna procentního zastoupení tohoto jména mezi žijícími ženami v ČR (tj. procentní změna se započítáním celkového úbytku žen v ČR za sledované tři roky 1999-2002) je -5,2%, což svědčí o poměrně značném poklesu obliby tohoto jména.

### Známé nositelky jména
- Gizela Bavorská – uherská královna
- Gisela Burgundská – bavorská a korutanská vévodkyně
- Gisela Švábská – německá královna a římská císařovna
- Gisèle Pascal – francouzská herečka
- Gisele MacKenzie – kanadská zpěvačka
- Gisele Bündchen – brazilská modelka a herečka
- Gisela Habsburská – arcivévodkyně rakouská
- Gizela Farkašovská-Gajdošová – československá politička
- Gizela Bendová – československá politička
- Gizela Zabová – československá politička